# Dimbach (Horní Rakousy)
Dimbach je městys v Rakousku ve spolkové zemi Horní Rakousy v okrese Perg. Žije zde přibližně 1 000 obyvatel.

## Geografie

### Geografická poloha
Dimbach se nachází ve spolkové zemi Horní Rakousy v regionu Mühlviertel. Rozloha území městyse činí 31,39 km², z nichž přibližně polovinu pokrývá les.

### Části obce
Území městyse Dimbach zahrnuje 7 sídel:
- Dimbach
- Dimbachreith
- Gassen
- Großerlau (včetně Erlau)
- Hornberg (včetně Grammersdorfu)
- Kleinerlau
- Vorderdimbach

### Sousední obce
- na severu: Sankt Georgen am Walde
- na východě: Dorfstetten (Dolní Rakousy)
- na jihu: Waldhausen im Strudengau
- na západě: Bad Kreuzen, Pabneukirchen

## Kultura a památky

### Stavby
- Farní kostel Nanebevzetí Panny Marie v Dimbachu

## Galerie

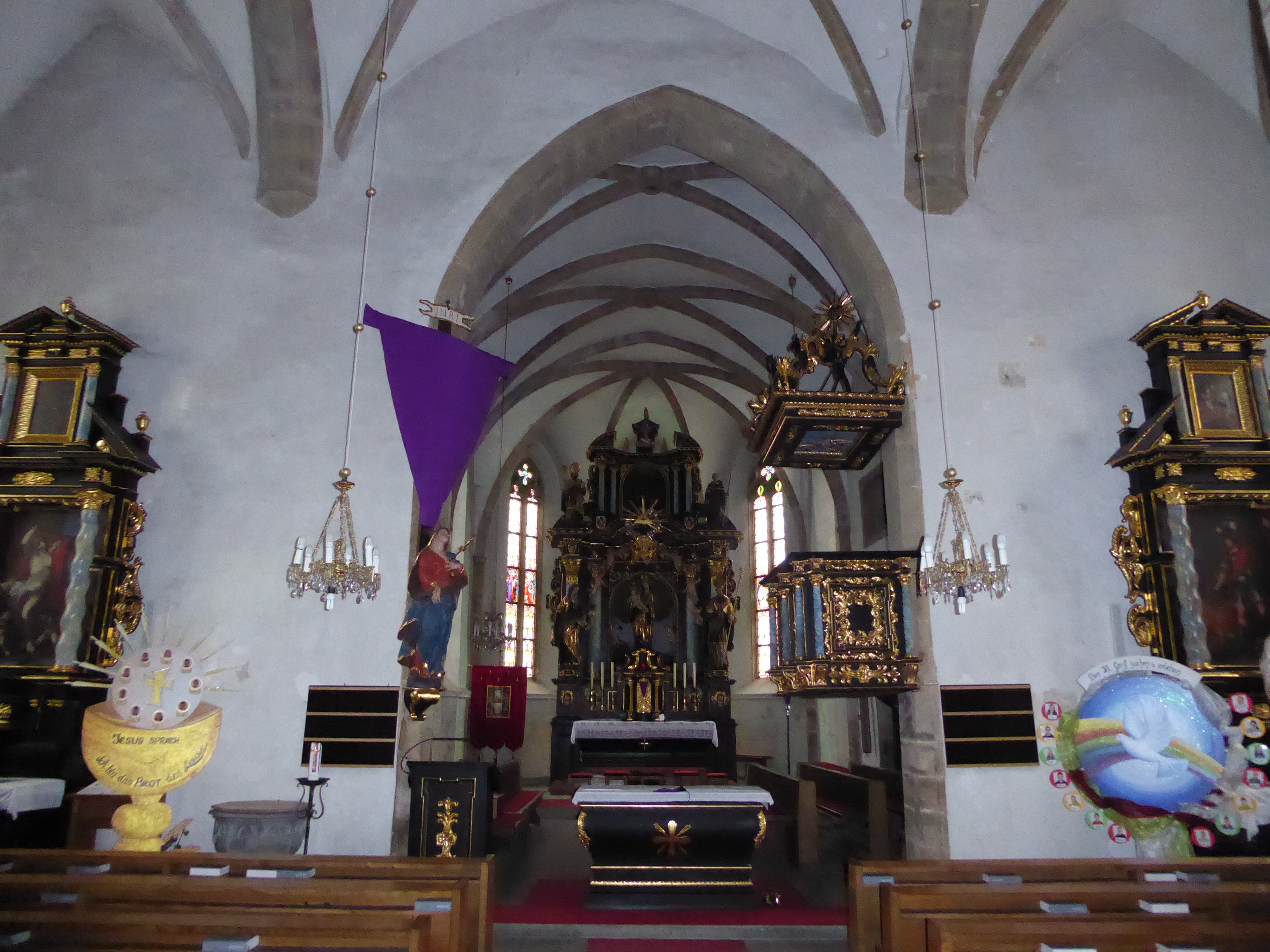
Interiér kostela Nanebevzetí Panny Marie
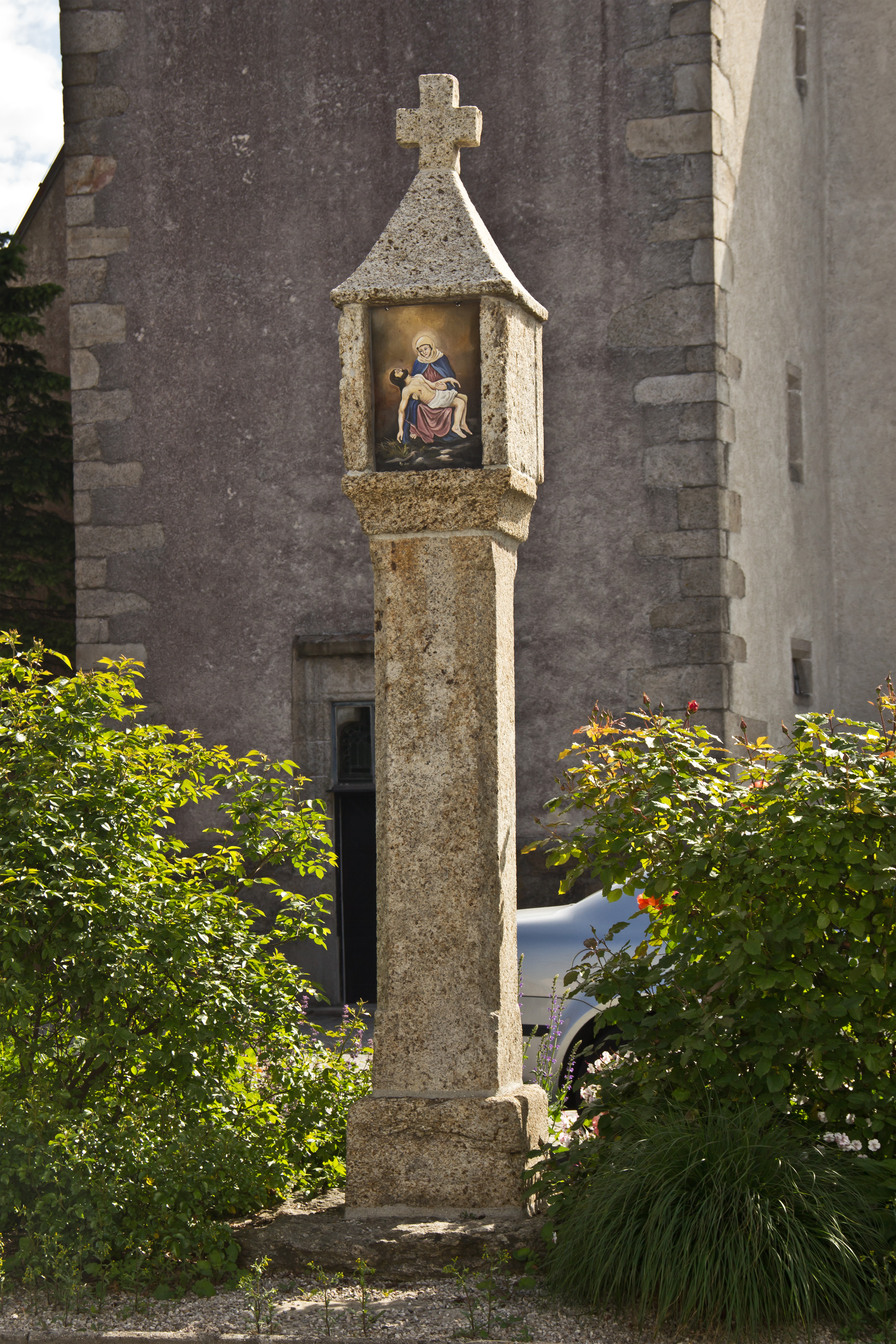
Boží muka v Dimbachu